# Kabinett Bánffy

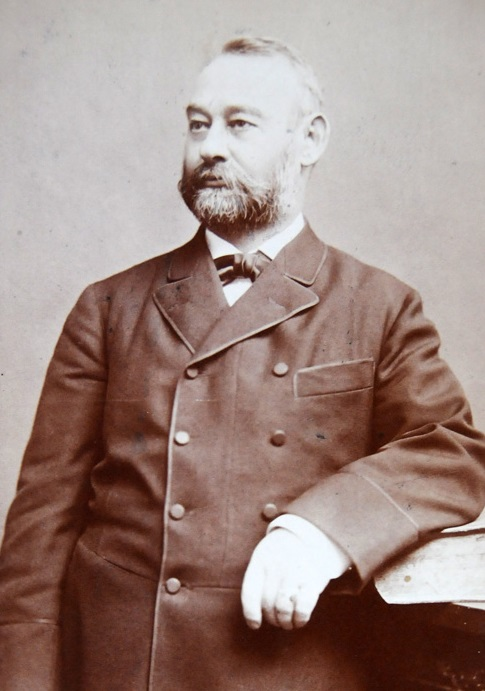
Dezső Bánffy

Das Kabinett Bánffy war die Regierung des Königreichs Ungarn von 1895 bis 1899. Sie wurde vom ungarischen Ministerpräsidenten Dezső Bánffy am 15. Januar 1895 gebildet und bestand bis 26. Februar 1899.

## Minister
Parteien:
_ Liberale Partei (Szabadelvű Párt)
_ Kroatische Unionspartei (Horvát Unionista Párt)
_ parteilos
| Amt                                          | Amtsträger | Amtsträger               | Beginn der Amtszeit | Ende der Amtszeit |
| -------------------------------------------- | ---------- | ------------------------ | ------------------- | ----------------- |
| Ministerpräsident                            |            | Dezső Bánffy             | 15. Januar 1895     | 26. Februar 1899  |
| Minister am Allerhöchsten Hoflager           |            | Géza Fejérváry (interim) | 15. Januar 1895     | 18. Januar 1895   |
| Minister am Allerhöchsten Hoflager           |            | Sámuel Jósika            | 18. Januar 1895     | 20. Januar 1898   |
| Minister am Allerhöchsten Hoflager           |            | Dezső Bánffy (interim)   | 20. Januar 1898     | 20. Dezember 1898 |
| Minister am Allerhöchsten Hoflager           |            | Manó Széchényi           | 20. Dezember 1898   | 26. Februar 1899  |
| Minister für Landesverteidigung              |            | Géza Fejérváry           | 15. Januar 1895     | 26. Februar 1899  |
| Minister für Cultus und Unterricht           |            | Gyula Wlassics           | 15. Januar 1895     | 26. Februar 1899  |
| Justizminister                               |            | Sándor Erdély            | 15. Januar 1895     | 26. Februar 1899  |
| Minister für Ackerbau                        |            | Andor Festetics          | 15. Januar 1895     | 2. November 1895  |
| Minister für Ackerbau                        |            | Ignác Darányi            | 2. November 1895    | 26. Februar 1899  |
| Minister für Handel                          |            | Ernő Dániel              | 15. Januar 1895     | 26. Februar 1899  |
| Minister des Innern                          |            | Dezső Perczel            | 15. Januar 1895     | 26. Februar 1899  |
| Kroatisch-slawonisch-dalmatinischer Minister |            | Imre Josipovich          | 15. Januar 1895     | 10. Dezember 1898 |
| Kroatisch-slawonisch-dalmatinischer Minister |            | Ervin Cseh               | 10. Dezember 1898   | 26. Februar 1899  |